# Borovinići (Republika Serbska)
Borovinići (cyr. Боровинићи) – wieś w Bośni i Hercegowinie, w Republice Serbskiej, w gminie Foča. W 2013 roku liczyła 3 mieszkańców.